# Lipno (Grande Polonia)
Lipno è un comune rurale polacco del distretto di Leszno, nel voivodato della Grande Polonia.
Ricopre una superficie di 103,43 km² e nel 2004 contava 5 597 abitanti.